# Kantplatz (Hannover)

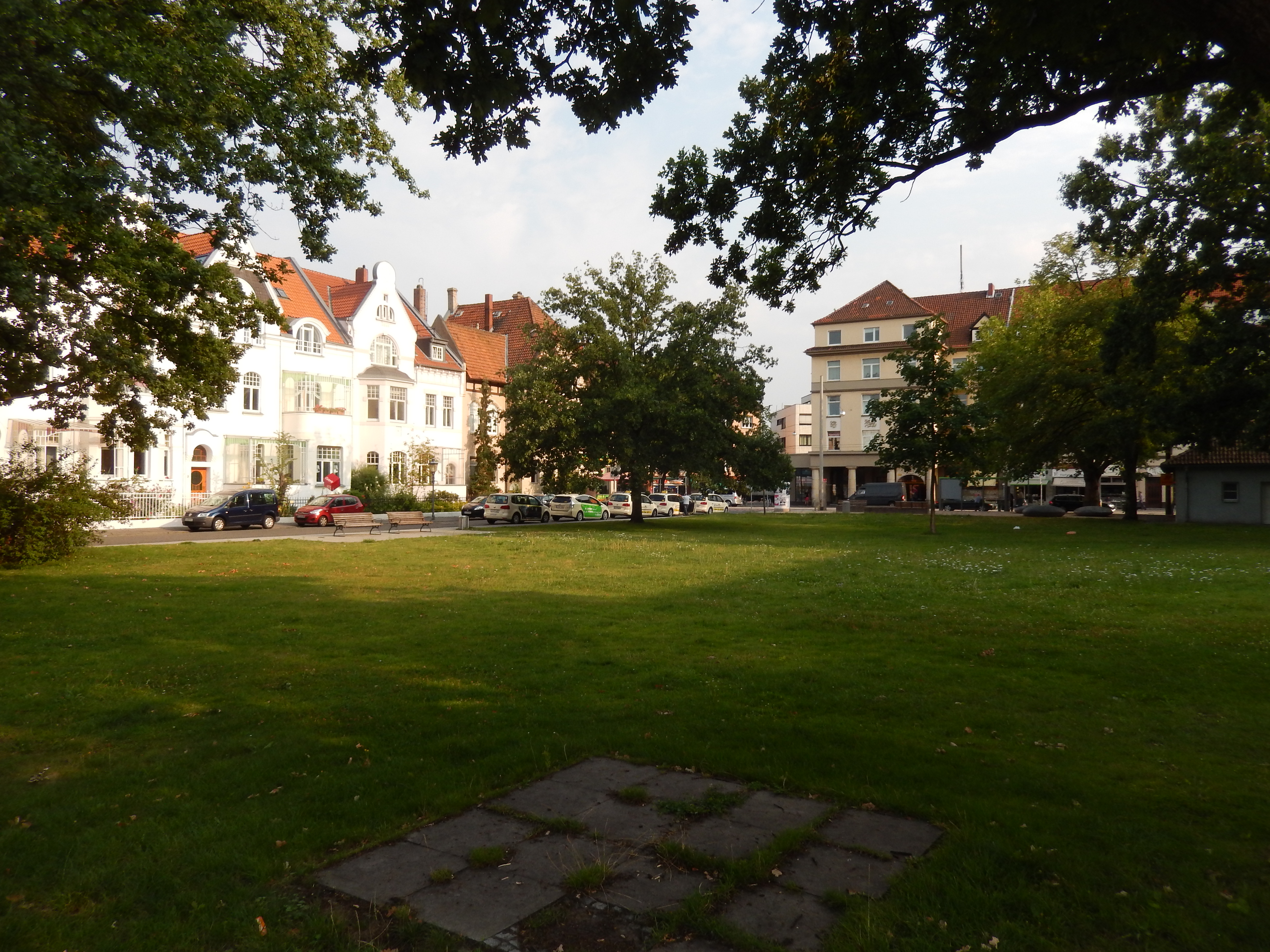
Der Kantplatz

Der Kantplatz in Hannover ist ein zentraler Platz im Stadtteil Kleefeld, der zum Stadtbezirk Buchholz-Kleefeld gehört. Der Platz ist benannt nach dem deutschen Philosophen Immanuel Kant.

## Lage und Beschreibung
Er befindet sich südlich direkt neben der Kirchröder Straße, die kurz vorher an der Scheidestraße beginnt und sich als zentrale Verkehrsader mit zahlreichen Geschäften und öffentlichen Einrichtungen durch den Stadtteil Kleefeld zieht.

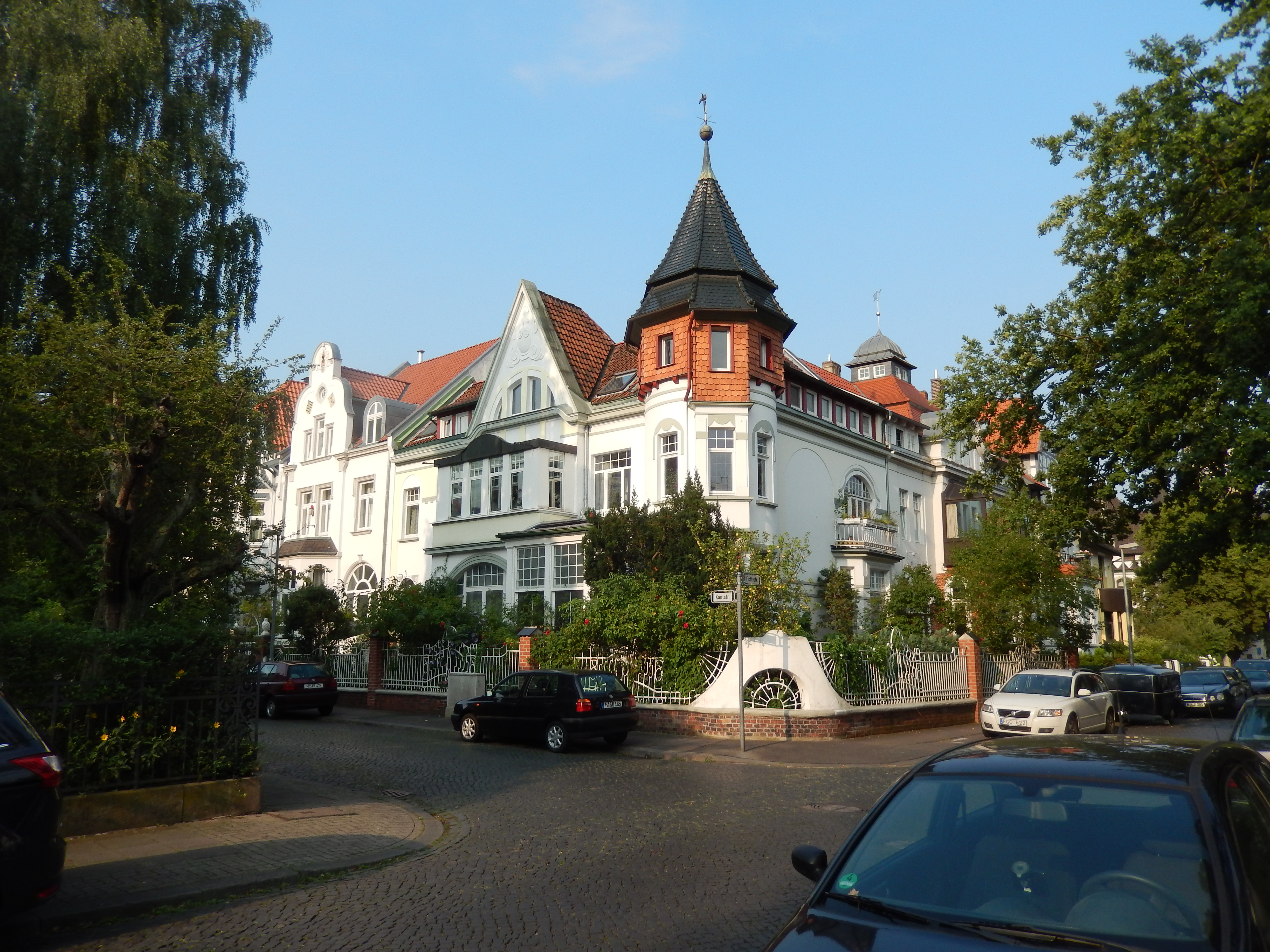
Villa Ecke Kantstraße / Fichtestraße

Es handelt sich beim Kantplatz um eine annähernd rechteckige Grasfläche mit einer Fläche von etwa 30 mal 60 Metern, auf der einige einzelne Bäume stehen. Sie wird zu den drei anderen Seiten von den Villen des Philosophenviertels umsäumt, das auf dieser Seite der Kirchröder Straße an diese angrenzend liegt.
An der Seite zur Kirchröder Straße hin befinden sich ein großer Kiosk, ein Buswartehäuschen, öffentliche Toiletten und an der Ecke dieser Seite ein Taxenstand. Während die angrenzenden Straßen an der westlichen und östlichen Seite den Straßennamen Kantplatz führen, trägt die Südseite den Namen Fichtestraße; von dieser führt die Kantstraße nach ca. 80 Metern zum hannoverschen Stadtwald Eilenriede.
Zu den Geschäften an der dem Kantplatz gegenüberliegenden Seite der Kirchröder Straße gehören u. a. das Café Kleefelder Kaffeeklatsch und die Kleefelder Buchhandlung.
An der nach dem Platz benannten Haltestelle Kantplatz treffen die Buslinien 127 Richtung Misburg und 137 Richtung List, die beide ihren anderen Endpunkt am benachbarten Pferdeturm haben, mit den Linien 4 (Garbsen–Roderbruch) und 5 (Stöcken–Anderten) der Stadtbahn Hannover zusammen. Die Stadtbahnen haben seit Dezember 2010 einen Hochbahnsteig in der Mitte der Kirchröder Straße.
| Linie | Verlauf | Takt                                       |
| ----- | --- | ------------------------------------------ |
| 4     | Garbsen – Auf der Horst – Marienwerder/Wissenschaftspark − Freudenthalstraße – Bahnhof Leinhausen – Herrenhäuser Gärten – Leibniz-Universität – Königsworther Platz – Steintor – Kröpcke – Aegidientorplatz – Marienstraße – Braunschweiger Platz – Clausewitzstraße – Kantplatz – Nackenberg – Bahnhof Karl-Wiechert-Allee – Medizinische Hochschule – Roderbruch | 10 min (werktags) 15 min (sonn-/feiertags) |
| 5     | Stöcken – Freudenthalstraße – Bahnhof Leinhausen – Herrenhäuser Gärten – Leibniz-Universität – Königsworther Platz – Steintor – Kröpcke – Aegidientorplatz – Marienstraße – Braunschweiger Platz – Clausewitzstraße – Kantplatz – Nackenberg – Tiergarten – Anderten                                                                                               | 10 min (werktags) 15 min (sonn-/feiertags) |